# Klæbu
Klæbu er en tidligere kommune i Trøndelag fylke i Norge, som fra 1. januar 2020 er lagt sammen med Trondheim kommune. Den grænsede i nord til den gamle Trondheim kommune, i øst til Selbu og i sydvest til Melhus. 

## Geografi
Klæbu kommune har navn efter byområdet Klæbu der ligger 19 km syd for Trondheim. Klæbu har fine naturområder for udflugter,for eksempel Nordmarka og Brungmarka . Selbusjøen ligger også delvis i Klæbu. Nidelven er ved Hyttfossen i Klæbu 56 m dyb, og er dermed Norges dybeste elv.

## Sæverdigheder
Vassfjellet skicenter ligger kun få kilometer fra Klæbu centrum, som det eneste skicenter i nærheden af Trondheim.